# Chlorophorus salomonum
Chlorophorus salomonum är en skalbaggsart som först beskrevs av Aurivillius 1908.  Chlorophorus salomonum ingår i släktet Chlorophorus och familjen långhorningar. Inga underarter finns listade i Catalogue of Life.